# Bill Taylor (Tricktechniker)
Bill Taylor (* 5. Juli 1944 in Philadelphia, Pennsylvania; † 22. August 2021 in Los Angeles, Kalifornien) war ein US-amerikanischer Spezialeffekte-Künstler.

## Leben
Bill Taylor wuchs in Philadelphia auf. 1961 zog seine Familie nach Südkalifornien um. Er besuchte dort die San Marino High School und studierte anschließend am Pomona College Philosophie. Ursprünglich arbeitete er am Theater und begann sich für Filme erst zu interessieren, als er Ray Harryhausens Arbeit an Jason und die Argonauten (1963) sah. Über Linwood G. Dunn gelang ihm schließlich der Einstieg ins Filmgeschäft, wo er zunächst bei Ray Mercer & Company arbeitete und sich das Handwerk über Kurse an der University of Southern California aneignete. Zunächst begann er als Kameramann.
Ins Spezialeffekte-Geschäft kam er über John Carpenter, der seinen Debütfilm Dark Star – Finsterer Stern in unmittelbarer Nachbarschaft drehte. Für Carpenter trat er auch in kleineren Rollen in The Fog – Nebel des Grauens (1980) und Assault – Anschlag bei Nacht (1976) auf. Bill Taylor kreierte die optischen Effekte für diesen Film und blieb im Anschluss dabei. Er spezialisierte sich zunächst auf Matte Photography, unter anderem bei Alfred Hitchcocks Familiengrab (1976), MacArthur – Held des Pazifik (1977), Blues Brothers (1980) und Katzenmenschen (1982). 1982 erhielt er einen Oscar für technische Verdienste für einen speziellen Drucker.
1983 gründete er zusammen mit Syd Dutton die Special-Effects-Firma Illusion Arts, die bis zu ihrer Schließung 2009 Effekte für über 200 Filme erstellte. 1985 erhielt er einen Emmy für die Effekte in der Fernsehserie A.D. – Anno Domini. Unter anderem fertigte er Effekte für Mel Brooks’ Spaceballs (1987), Der Prinz aus Zamunda (1988), Zeit der Unschuld (1993), Batman Forever (1995), Star Trek: Nemesis (2002), Bruce Allmächtig (2003) und John Rambo (2008) an.
2013 erhielt er die John A. Bonner-Medaille für seine Verdienste in der Filmindustrie.
Bill Taylor war Gründungsmitglied des Academy’s Science and Technology Council und Mitglied der American Society of Cinematographers-
Bill Taylor starb am 22. August 2021 im Alter von 77 Jahren.

## Filmografie (Auswahl)
- 1974: Dark Star – Finsterer Stern (Dark Star)
- 1975: Die Hindenburg (The Hindenburg)
- 1975: Familiengrab (Family Plot)
- 1977: MacArthur – Held des Pazifik (MacArthur)
- 1978: The Wiz – Das zauberhafte Land (The Whiz)
- 1980: Blues Brothers
- 1981: Mel Brooks – Die verrückte Geschichte der Welt (History of the World, Part I)
- 1981: Herzquietschen (Heartbeeps)
- 1982: Katzenmenschen (The Cat People)
- 1982: Das Ding aus einer anderen Welt (The Thing)
- 1985: A.D. – Anno Domini (A.D.) (Miniserie)
- 1985: Red Sonja
- 1986: Psycho III
- 1986: Karate Kid II – Entscheidung in Okinawa (Karate Kid II)
- 1987: Schlappe Bullen beißen nicht (Dragnet)
- 1987: Mel Brooks’ Spaceballs
- 1987: Running Man
- 1988: Der Prinz aus Zamunda (Coming to America)
- 1989: Millennium – Die 4. Dimension (Millennium)
- 1989: Deep Star Six
- 1990: Die unendliche Geschichte II – Auf der Suche nach Phantásien
- 1991: Mannequin 2 – Der Zauber geht weiter (Mannequin Two: On the Move)
- 1991: Die Addams Family in verrückter Tradition (Addams Family)
- 1992: Chaplin
- 1993: Dennis (Dennis the Menace)
- 1994: Beverly Hills Cop III
- 1996: Dragonheart
- 1997: Breakdown
- 1998: Psycho
- 2001: The Fast and the Furious
- 2001: From Hell
- 2002: XXx – Triple X
- 2002: Star Trek: Nemesis
- 2003: Bruce Allmächtig (Bruce Almighty)
- 2003: 2 Fast 2 Furious
- 2006: Nacho Libre
- 2008: John Rambo